# Grotte ornementale
Ne doit pas être confondu avec Grotte ornée.

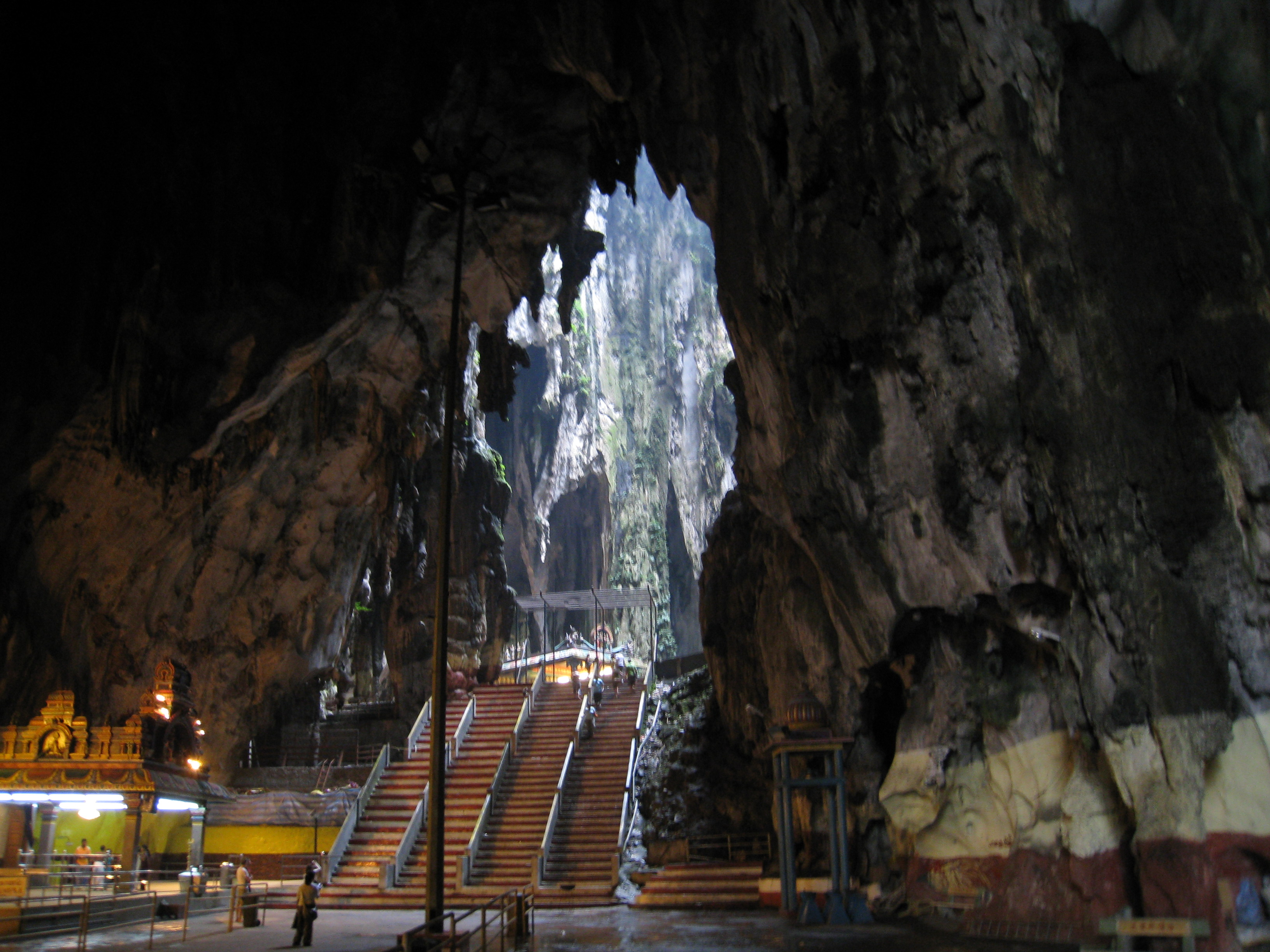
Vue intérieure des grottes de Batu en Malaisie.

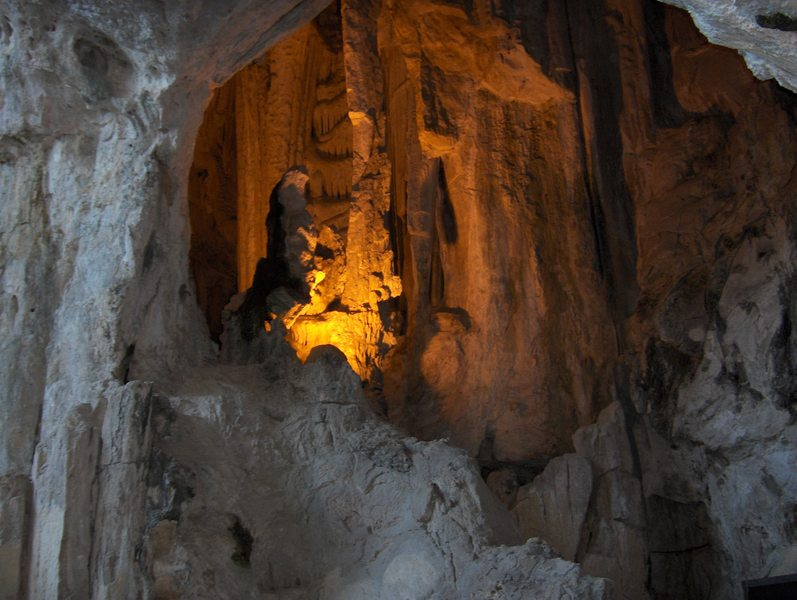
Grutas de García en Nuevo León, Mexique

Une grotte ornementale est une grotte naturelle ou artificielle aménagée à des fins ornementales. Certaines font ou ont fait l'objet de pratiques religieuses ; on parle alors plus spécifiquement de « grotte à rituel ».
La grotte ornementale se différencie de ce que l'on appelle une grotte ornée, notamment par son aménagement plus récent. Ce type d'aménagement artistique est à l'origine du style dit grotesque.